# 주학년
주학년(周鶴年, 1999년 3월 9일 ~ )는 대한민국의 전직 가수이다. 대한민국의 보이 그룹 더보이즈의 전 일원으로, 리드댄서와 서브보컬을 맡았었다. 아버지는 홍콩인이고 어머니는 한국인이며 제주도에서 태어나고 자랐다. 더보이즈를 탈퇴하고 일반인으로 돌아갔다.

## 학력
- 대정초등학교 (졸업)
- 대정중학교 (졸업)
- 한림연예예술고등학교 연예과 (졸업)

## 음반 외 활동

### 방송
| 연도 | 방송사  | 프로그램                       | 방송 기간           |
| ---- | ------- | ------------------------------ | ------------------- |
| 2017 | Mnet    | PRODUCE 101 시즌 2             | 4월 7일 ~ 6월 16일  |
| 2018 | KBS 2TV | 연예가 중계(베테랑)            | 11월 2일            |
| 2019 | KBS 2TV | 배틀트립                       | 5월 11일 / 5월 18일 |
| 2019 | KBS 2TV | 연예가 중계(베테랑)            | 9월 20일            |
| 2023 | JTBC    | 한블리(한문철의 블랙박스 리뷰) | 3월 2일             |

### 영화
- 《서울괴담》 (2022년) - 누리 역

## 콘서트 투어
- THE BOYZ FAN-CON THE CASTLE (2019)
- Zeneration l (2023)
- Zeneration ll (2024)

## 수상 및 후보
- 2022년 아시아 아티스트 어워즈 배우 부문 포커스상